# Nannoscincus garrulus
Nannoscincus garrulus là một loài thằn lằn trong họ Scincidae. Loài này được Sadlier, Bauer & Smith mô tả khoa học đầu tiên năm 2006.